# Billy Roberts
William Moses "Billy" Roberts Jr., född 16 augusti 1936 i Greenville i South Carolina, död 7 oktober 2017, är en amerikansk låtskrivare och musiker. Han är kanske mest känd för att ha komponerat 60-tals-rocklåten Hey Joe (som blev känd genom att rockbandet Jimi Hendrix Experience med gitarristen Jimi Hendrix i spetsen gjorde sin version av den). Sanningen är dock att Roberts stal denna låt ifrån sin dåvarande flickvän, kompositören och artisten Niela Miller. Låten heter från början “Baby Please Don’t Go To Town”. Roberts ändrade orden men behöll melodin.
Roberts var en relativt okänd Kalifornienbaserad folksångare, gitarrist och munspelare som framförde musik på västkustens kaféer under det senare 1950- och tidiga 1960-talet. 
Efter en allvarlig bilolycka under 1990-talet blev han inlagd på sjukhus i Sonoma County i Kalifornien i många år.